# Albert de Hohenzollern (1898-1977)
Le prince Albert de Hohenzollern (en allemand, Albrecht Prinz von Hohenzollern), né le 28 septembre 1898 à Potsdam et mort le 30 juillet 1977 au château de Bühlerhöhe à Bühl, troisième enfant et fils unique de Charles-Antoine de Hohenzollern et de Joséphine de Belgique, est un membre de la famille princière de Hohenzollern-Sigmaringen. Le prince Albert est - en ligne maternelle - le petit-fils de Philippe de Flandre et de Marie de Hohenzollern-Sigmaringen.

## Biographie
En 1919, à la mort de son père, il hérite du château de Namedy. 
Compositeur de talent, on peut retenir de son œuvre un trio pour piano, une toccata et passacaglia pour piano, des quatuors à cordes et également des chansons.
Le 1er janvier 1934, il rejoint le NSDAP. Pendant la Seconde Guerre mondiale, Albrecht Hohenzollern est enrôlé dans la Wehrmacht et envoyé sur le front de l'Est contre l'Union soviétique. Étant l'oncle du roi de Roumanie Michel Ier, il est major dans la mission de l'armée allemande en Roumanie. Il est capturé après que la Roumanie a changé de camp dans la guerre en 1944.

## Descendance
De l'union du prince Albert avec Ilse Margot von Friedeburg (née le 28 juin 1901 à Potsdam et décédée le 2 juillet 1988 à Andernach), célébrée le 19 mai 1921 à Potsdam, naissent cinq enfants :
- Josephine Wilhelma, née le 15 février 1922 à Namedy et décédée le 11 juillet 2006 à Andernach. Elle épouse en 1967 Harald, comte von Posadowsky-Wehner, baron von Postelwitz. Sans postérité ;
- Luise-Dorothea, née le 9 février 1924 à Namedy et décédée le 11 novembre 1988 à Bad Kreuznach. Elle épouse en 1947 Egbert, comte von Plettenberg. Sept enfants sont issus de cette union ;
- Rose-Margarethe, née le 19 février 1930 à Namedy et décédée le 16 février 2005 à Neuss. Elle épouse en 1959 Edgar Pfersdorf. Quatre enfants sont issus de cette union ;
- Marie, née et décédée à Namedy le 1er avril 1935 ;
- Godehard-Friedrich, né le 17 avril 1939 à Coblence et mort le 21 mai 2001 à Namedy. Il épouse en 1971 Heide Hansen avec qui il a deux enfants.